# Добрич
Добрич (Толбухін в період 1949—1990) — місто на північному сході Болгарії, адміністративний і економічний центр Добрицької області і общини Добрич. Воно розташоване в південній частині Добруджанського географічного району, в 34 км від Балчика і в 45 км від Варни. Населення міста станом на 31.12.2017 становить 84 502 жителя (9-те місце в країні).

## Географія
Місто Добрич розташоване в Дунайській рівнині на Добруджанському плато. Місто є автономним муніципалітетом і адміністративним центром з однойменною назвою. Територія муніципалітету загальною площею 1705 га. Воно розташоване уздовж двох берегів річки Добрич на висоті 220 м над рівнем моря. Воно знаходиться в 50 км на північний захід від Варни, в 92 км на південний схід від Сілістри і в 34 км на південний захід від Балчика. Місто є чудовим завдяки своєму гарному розташуванню (близько 30 км від Чорного моря). Воно також славиться міським парком «Святий Георгій», який є одним із найбільших міських парків в Болгарії і в деяких місцях має цілком незайману природу.

### Клімат
Територія належить до східної кліматичної зони Дунайської горбистої рівнини з помірним континентальним кліматом європейської континентальної кліматичної зони та кліматичним регіоном північного Причорномор'я.
Найбільш важливою кліматичною особливістю чорноморського клімату є відносно м'яка і волога зима, а також спекотне, але відносно сухе і сонячне літо. Зимові температурні умови в основному зумовлені термічним впливом великого водоймища. Територія відкрита на північний схід для північно-східних вітрів, швидкість яких взимку досягає швидкості 15—20 м/с.
| Клімат                  | Клімат | Клімат | Клімат | Клімат | Клімат | Клімат | Клімат | Клімат | Клімат | Клімат | Клімат | Клімат | Клімат |
| Показник                | Січ.   | Лют.   | Бер.   | Квіт.  | Трав.  | Черв.  | Лип.   | Серп.  | Вер.   | Жовт.  | Лист.  | Груд.  | Рік    |
| Середній максимум, °C   | 5,4    | 7,1    | 12,9   | 18,3   | 23,2   | 26,7   | 29,8   | 29,9   | 25,1   | 19,0   | 12,5   | 6,3    | 18,0   |
| Середня температура, °C | 1,2    | 2,7    | 7,4    | 12,7   | 18,2   | 21,7   | 24,2   | 24,2   | 20,0   | 14,0   | 8,5    | 3,2    | 13,2   |
| Середній мінімум, °C    | −1,9   | −0,6   | 2,0    | 7,1    | 12,3   | 15,8   | 17,7   | 17,5   | 13,9   | 9,0    | 4,5    | 1,2    | 8,2    |
| Норма опадів, мм        | 40     | 35     | 35     | 46     | 51     | 56     | 47     | 39     | 42     | 39     | 55     | 52     | 537    |
| ----------------------- | ------ | ------ | ------ | ------ | ------ | ------ | ------ | ------ | ------ | ------ | ------ | ------ | ------ |
| Джерело: Climate-data   |        |        |        |        |        |        |        |        |        |        |        |        |        |

## Історія

### Античність і середньовіччя

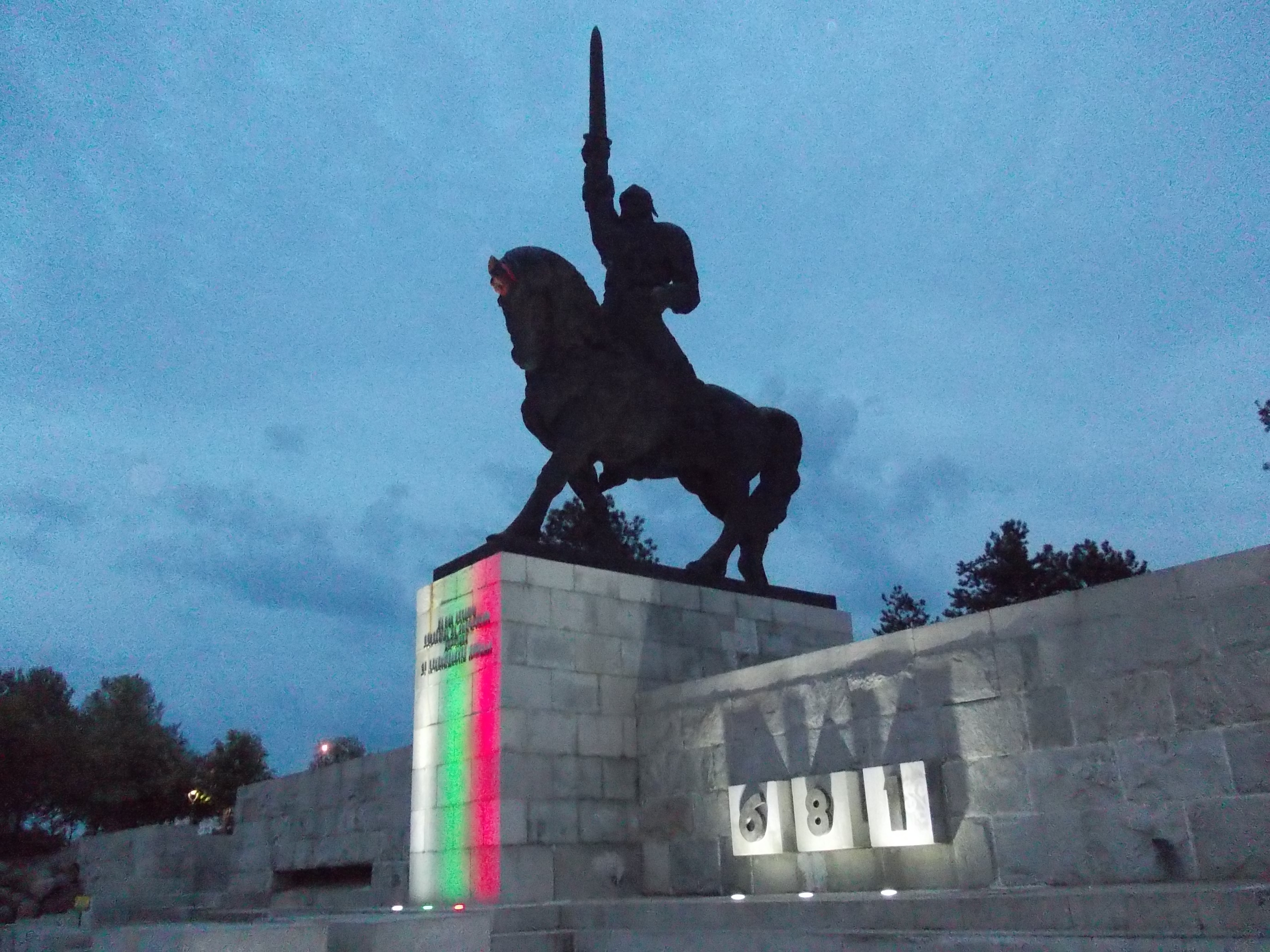
Пам'ятник хану Аспаруху в Добричі

Перші свідчення історії міста Добрич виявили археологічні дослідження У вигляді залишків античних поселень (IV—III ст. до н. е. — II—IV ст н. е.) і раннього середньовіччя (VII—XI ст.)
У центрі міста було знайдено старий болгарський некрополь з язичницькими могилами. Руйнівні навали печенігів з першої третини XI століття депопулюють внутрішню Добруджу, а життя в селищах замирає протягом усього періоду Другого Болгарського царства.

### Османський період
Нинішнє місто виникло в XVI столітті як Хаджиоглу Пазарджик — за переказами його засновника, турецького купця Хаджиоглу і за письмовими джерелами огузів. В них згадується невелике село з 14 господарствами. Лише через чверть століття в документах село вже було визнавалося як місто, а через півстоліття це вже центр кази.
Розташований на важливій стратегічній дорозі, що з'єднує центр Османської імперії з заморськими землями, Хаджиоглу Пазарджик швидко перетворюється на сільськогосподарський та торгово-ремісничий центр. Тут існує ткацтво, бойні, пекуть хлібобулочні вироби, роблять шкіряні аксесуари та вирощують пшеницю, льон, варять сири, виготовляють овчини, шерсть. За повідомленнями турецького мандрівника Евлія Челебі, який відвідав місто з 1646 по 1650 рік, тут налічується понад 1000 будинків, близько 100 магазинів, 3 готелі, 3 хамами, 12 мечетей, 12 шкіл.
На початок XIX століття населення міста досягло 12 000 жителів. Велика частина населення — іноземці з східних частин Болгарії після російсько-турецьких воєн (1810, 1828, 1845), а після Кримської війни була заселена велика група болгар із Котела.
З 1851 року було організовано знаменитий Добрицький ярмарок, який приймає товари великих купців з Варни, Русе, Шумена та більш віддалених міст. Формується культурний аспект міста, розвивається церковна та виховна робота, впроваджується виховання дівчат. Перша болгарська церква Святий Георгій була побудована в 1843 році, а в 1844 році була відкрита болгарська церковна школа. З 1869 почався розвиток: будується місто, розбиваються парки, з'являється телеграф, створене поштове відділення, почав працювати побудована в 1866 році міська лікарня.

### Після звільнення з-під румунського правління
Під час російсько-турецької війни 1877—1878 рр. Гаджиоглу Пазарджик був звільнений 27 січня 1878 р. 19 лютого 1882 року за наполяганням своїх громадян він отримав своє справжнє ім'я від імені болгарського правителя Добротиці. Протягом наступних десятиліть місто зберігає своє значення як адміністративний, діловий і культурний центр Південної Добруджі.
На початку Балканської війни 1912 р. 12 добровольців із Добрича були добровольцями в Македонсько-Адріанопольському корпусі. Після Балканської війни 1913 року, Добрич разом з усією Південною Добруджею приєднався до Румунії і в наступні роки був центром болгарського національного руху в регіоні.
Добрич був захоплений болгарськими військами 4 вересня 1916 року під час Першої світової війни. З 5 по 7 вересня 1916 р. відбулися криваві бої на захист міста від румунсько-російської контрнаступу, що залишилася в болгарській історії як епопея Добрич. Російська козацька дивізія, якою керує генерал-лейтенант Леонтович, розбита кавалерією генерала Івана Колева. Після закінчення війни Південна Добруджа була повернена Румунії.

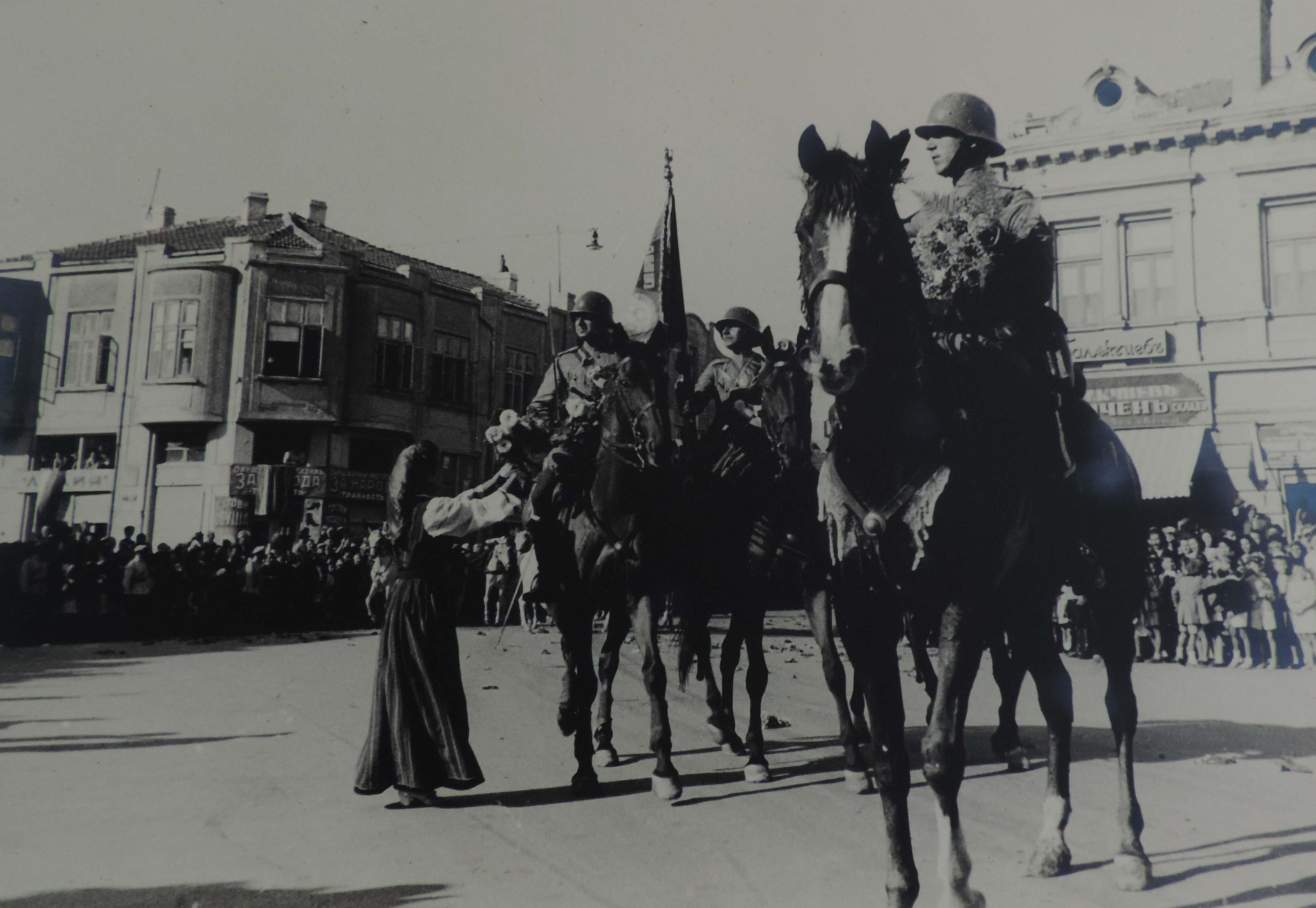
Добричани у народних костюмах вітають болгарську армію після Крайовської угоди, 25 вересня 1940 року.

З підписанням Крайовської угоди 7 вересня 1940 року Південна Добруджа та Добрич повернулися до Болгарії. 25 вересня 1940 року болгарська армія входить до Добрича. У цей день відзначається День міста Добрич.

### Після Другої світової війни

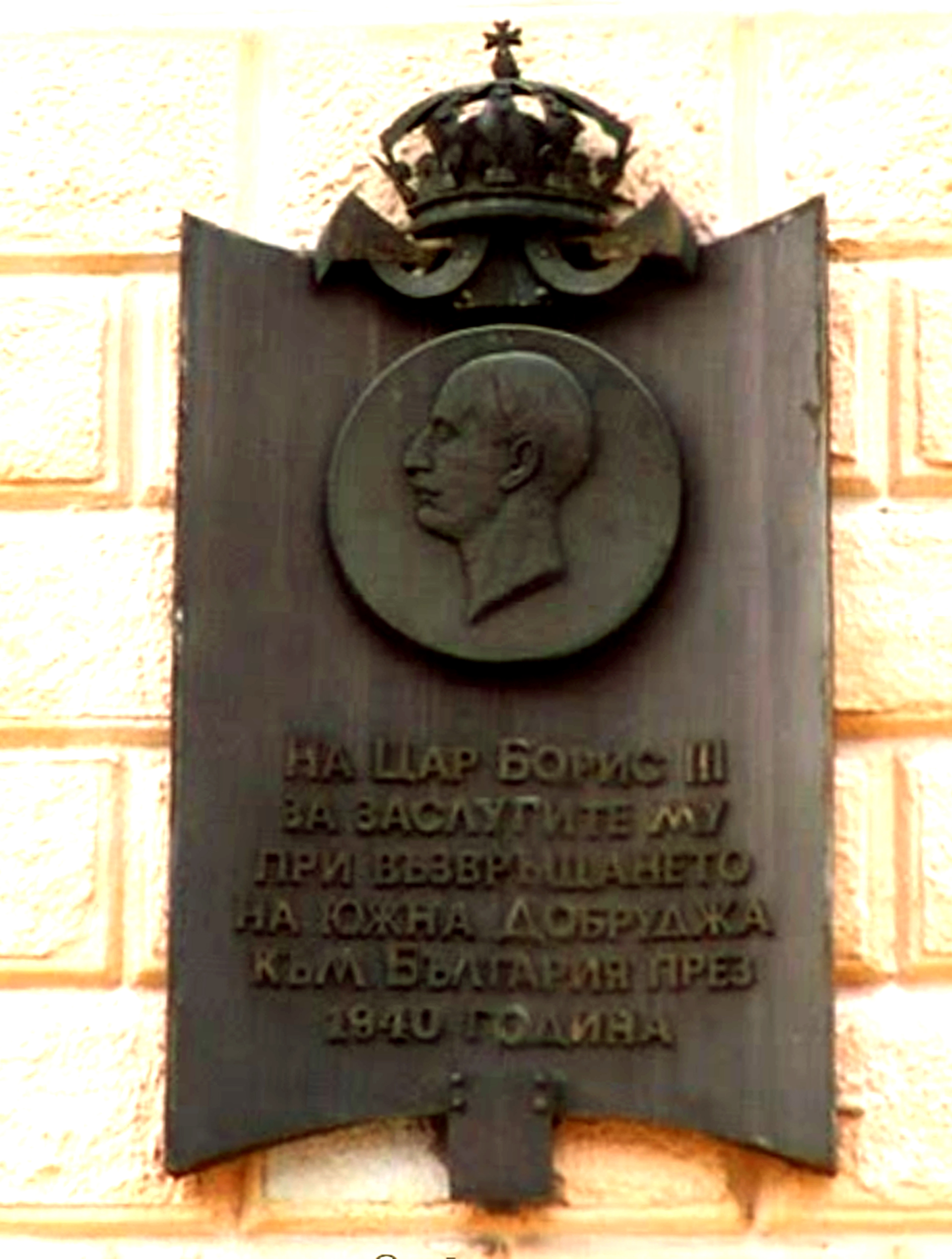
Монументальний рельєф на честь Бориса ІІІ в центрі міста

25 жовтня 1949 року Добрич був перейменований в Толбухін на ім'я радянського маршала Федора Толбухіна, командира Третього Українського фронту, який окупував Болгарію в 1944 році. 19 вересня 1990 року указом Президента було відновлено стару назву — Добрич.
| «                     | …І хто знає, можливо, тому, що Добрич був «звільнений» чотири рази, його мешканці природно досягли свободи, яка закликає їх колективну історичну підсвідомість шанувати честь… Хороша честь поєднує в собі визнання з милосердям до заслуженої слави, несправедливо забутої. Через цю відмінність, це невелике місто на краю Європи є європейським містом… | " |
| - Петро Увалієв, 1996 | |   |

У вересні 1955 року 26-й розвідувальний полк перебазувався на нещодавно збудований аеродром Добрич, який тоді називався Толбухін. Він маи велике значення для безпеки країни, оскільки в ньому містився єдиний підрозділ повітряної розвідки ВПС Болгарії. 
Оскільки останні літаки МіГ-21Р і МіГ-21МФ-Р були зняті з озброєння, авіабаза Добрич закрилася в 2002 році.
Поступово протягом багатьох років міський парк «Св. Георгій» будується і збагачується засобами різного характеру і тепер має площу 430 га. У період 2008—2012 років побудований спортивний майданчик для дорослих та відремонтовані алеї площею 2 гектари. Проект «Добрич — жива вишивка талантів» — це реконструйований розарій, де буде посаджено близько 39 сортів троянд. В той же час, дитячий майданчик «Дерев'яне місто» був перенесений і реконструйований.

### Релігії та етнічний склад
У місті майже 86 % громади сповідує східне православ'я, а решта християн належить переважно до протестантської громади. Близько 10 % є ісламськими сповідниками, і ця група складається з болгарських турків і частини ромського населення.

#### Церква Святого Георгія
Церква Святого Георгія — найдавніша православна церква, яку можна побачити в Добричі. У XIX столітті вона була споруджена завдяки пожертвам патріотичних болгар. Нарешті, церква була завершена в 1843 році, але під час Кримської війни 1853—1856 рр. була спалена. Реставрація була завершена до 1864 року.
Висота храму Святого Георгія становить всього 12 метрів, але вона не може бути більшою, враховуючи період, протягом якого вона була побудована. Вимоги турецької адміністрації вимагали, щоб православні храми були нижчими, ніж інші культові споруди (мечеті) у Добричі. Є лише гіпотези, чому храм названий на честь Святого Георгія Переможця.
Вважається, що передпокій храму був додатково піднятий в більш пізній період. Храм був розписаний в 1889 році митрополитом Симеоном, після чого він був освячений ним. Немає історичних даних про те, коли була побудована дзвіниця. Церква Св. Георгія в Добричі протягом багатьох років пройшла декілька часткових реставрацій, останню — у 2000 році, коли було відновлено чотири ікони.

#### Храм Святої Трійці
Влітку 1902 року було обрано комітет для будівництва нинішньої церкви «Св. Трійця» на місці однойменного храму, побудованого в 1856 році. У випуску № 12 від 9.11.1902 місцева газета «Добруджанець» має повідомлення про те, що на місці старої церкви буде побудовано нову з такою ж назвою за 30 000 золотих лева. Ініціативний комітет складався з 20 прихожан, призвища яких збереглися і донині.

## Політика

### Мер
Йордан Йорданов (перший термін, обраний Блоком Реформації).

## Економіка та інфраструктура

### Галузева структура та економіка— Золота Добруджа
Сьогодні Добрич є сучасним промисловим, сільськогосподарським і транспортним центром Добруджанської області, одним із десяти найбільших міст Болгарії — важливим культурним, економічним і адміністративним центром у північно-східному економічному регіоні країни. Економічний профіль Добрича визначається харчовою промисловістю, на яку припадає понад 50 % обсягу міської промисловості, а також легкою промисловістю. Багатий сільськогосподарський район забезпечує цінну сировину.
Особливості регіону є передумовою для розвитку сільського господарства як одного з пріоритетних галузей економіки регіону. Добрич виробляє високоякісну продукцію, яка переробляється на місці і є конкурентоспроможною як на внутрішньому ринку, так і на зовнішньому ринку. Оброблені сільськогосподарські угіддя в муніципалітеті — 7700 га. Основними культурами є пшениця, кукурудза, соняшник. Структурно визначальною галуззю муніципалітету є харчова промисловість. Велика частка у виробництві молочних продуктів, хліба та кондитерських виробів, масла та маргарину, вин та спиртних напоїв. У місті проходить найбільша в країні сільськогосподарська виставка «Сільське господарство і все про нього». Значна частка економіки міста займає легка промисловість з виробництвом чоловічого та жіночого одягу, меблів, тканин, шкір, жакардових виробів.
Надзвичайно сприятливе поєднання природних і кліматичних умов регіону є реальною передумовою високого рівня розвитку сільського господарства. Вона завжди була і зараз є одним із пріоритетних секторів економіки регіону. Окрім центру великого сільськогосподарського регіону, муніципалітет м. Добрич має добре сформований промисловий комплекс. У місті розвинені галузі харчової промисловості, виробництво молочних продуктів, ковбасних виробів, макаронних виробів, вин і спиртних напоїв, безалкогольних напоїв; виробів з м'яса птиці, борошна, хліба та кондитерських виробів), легкої промисловості (виробництво чоловічого та жіночого одягу, шкіряного одягу, меблів та взуття), машинобудування, виробництва акумуляторів, молочної техніки та обладнання, напівпричепів та контейнерів, радіаторів та фільтрів для легких і важких транспортних засобів, виробів з пластмас, будівництво споруд, проектування, цивільне та промислове будівництво. Іншою формою розвитку торгівлі є організація щорічних ярмарків та виставок національного та міжнародного масштабу, таких як «Сільське господарство і все для нього», «Національна насіннєва та насіннєва біржа», «Пчеломанія», «Торго, вина та делікатеси» «Зроблено в Болгарії».

### Туризм

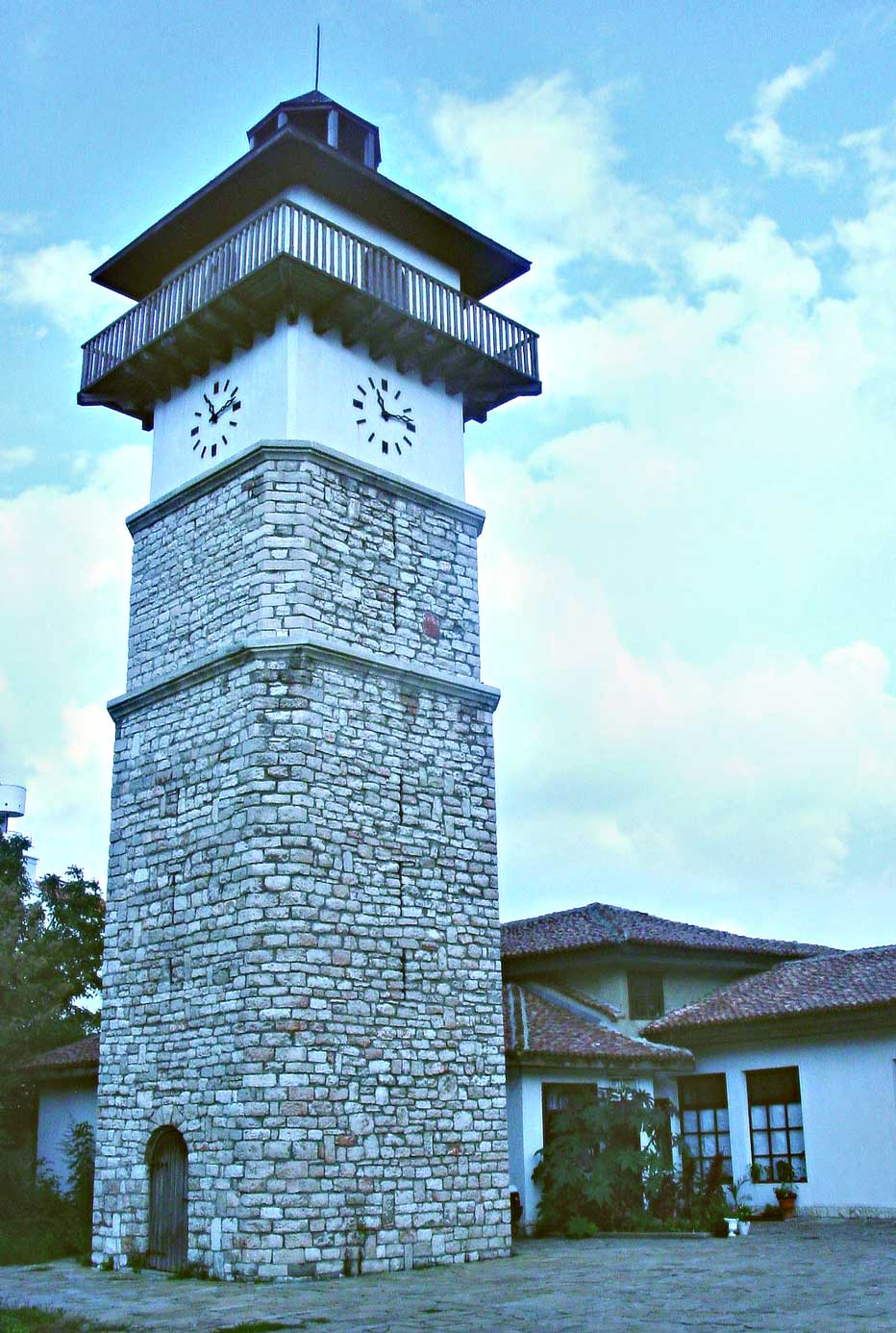
Годинникова вежа в «Старому Добричі» є одним з символів міста

У муніципалітеті Добрич є умови для розвитку туризму, що зумовлено рядом сприятливих умов. Провідними серед них є багата культурно-історична спадщина, такі як «Старий Добрич», Художня галерея, Центр охорони природи і тварин, міжнародні фестивалі, ярмарок, близькість до морських курортів. Реалізація транскордонних проектів інфраструктури та проектів транскордонного співробітництва відкриє нові можливості для інтенсивного розвитку міжнародного туризму в муніципалітеті. У Добричі є добре розвинена спортивна база, що створює умови для активної організації національних та міжнародних змагань для залучення тренувальних таборів до іноземних команд.

### Транспорт

#### Повітряний
Аеропорт Варни знаходиться лише за 45 км від обласного центру. Його близькість до Добрича сприятливо впливає на розвиток міжнародного туризму. Через чартерні перевезення в літній період аеропорт з'єднує Варненську область і Добрич з країнами вихідного туристичного туризму. Протягом року вони регулярно обслуговують певні європейські міста. Територію Добричської області перетинають дороги — до Чорноморського узбережжя, міжнародний транзитний маршрут уздовж транспортної паралелі Північ-Південь — Румунія, Молдова, Польща, Україна та Росія. Дорожня мережа міста Добрич гарантує доступ до морських і річкових портів, терміналів і цивільного аеропорту Варни.
У місті знаходиться аеродром Добрич. Використовувався як військовий аеродром до 2002 року.

#### Автомобільні
Дороги:
- дорога першого класу E-87; Бургас — Варна — Балчик — Шабла;
- дорога другого класу II-21; Силістра — Добрич — Оброчище — Албена;
- дорога другого класу II-27; Добрич — Балчик — Каварна;
- дорога другого класу II-29; Варна — Добрич — Генерал Тошево.

Навколо міста є повне циркулярне кільце, яке здійснює безперервне вантажне сполучення з Варною, Албеною, Балчиком, Генералом Тошево, Кардамом Силістрою, Шуменом і Русе. Основна вулична мережа в Добричі бере на себе безперервний транзитний потік. Залізничний вузол з'єднує Добрич зі столицею, узбережжям, Румунією та європейськими країнами.

#### Міський громадський транспорт
У місті Добрич є два види громадського транспорту — автобус і трамвай. Станом на 1.07.2014 р. в місті діє 20 автобусних маршрутів: № 111, 123, 124, 131, 170, 176, 177, 201, 202, 203, 208, 213, 215, 221, 233, 238, 248, 301, 304, 306.
До 2013 року в місті Добрич діяла тролейбусна система, яка складалася з 8 тролейбусних маршрутів. На маршрутах працювали ЗіУ-682 та ЗіУ-683.
У червні 2013 року були ліквідовані три тролейбусних маршрути, а остаточне закриття мережі відбулося у 2014 році. Причиною стала нестача водіїв, яких на момент закриття мережі залишилося лише 16 (на 23 машини). У листопаді 2014 року розпочався демонтаж у Добричі тролейбусної мережі, у жовтні 2015 року відбулося офіційне списання тролейбусів, а у червні 2016 року останні тролейбуси були виставлені на продаж. Як і у Габрово, місцева влада пообіцяла створити сполучення електробусами, проте крім електробусу SOR EBN 10.5, нічого іншого до Добрича так і не надійшло, який згодом і зовсім припинив роботу в Добричі.

### Охорона здоров'я
Лікарня в місті Добрич була заснована в 1866 році в важкі роки. У 1911 році за добровільні внески, зібрані від населення, почали будувати нову лікарню.
У 1961 р побудована стара терапевтичний корпус, у якому в даний час розміщені управління, інфекційний відділ, відділення невідкладної допомоги, відділ діагностики, клінічну лабораторію та медичний центр.
У 1986 році завершено хірургічний корпус, у якому нині розміщуються інші стаціонарні відділення.
Загальна кількість ліжок для активного стаціонарного лікування становить 352, що поділено на 26 відділень. Середньорічна кількість пацієнтів, які лікувалися в лікарні, становить 19 000. Здоров'я пацієнтів охороняють 144 лікарі, 177 медичних працівникі, 142 медсестри та 78 допоміжних працівників.
- Центр психічного здоров'я «Д-р Петр Станчев — Добрич» -

ТОВ «ДКК-І Добрич» розташоване в самому центрі міста в масивному чотириповерховому будинку. У безпосередній близькості є зручна автостоянка, яка полегшує доступ пацієнтів до ДКК.
Лікарня має хороші приміщення та матеріальну базу.

## Освіта та наука
У Добричі налічується 30 шкіл і гімназій, 19 дитячих садків.
- Добрудський технологічний коледж, ТУ, Варна http://www.tu-varna.bg/tu-varnakd/ [Архівовано 5 серпня 2018 у Wayback Machine.]
- Педагогічний коледж «Костянтин Преславський»
- Міжнародний коледж вищої школи http://vumk.eu/ [Архівовано 13 жовтня 2019 у Wayback Machine.]

## Культура і дозвілля
Добрич входить до числа 100 національних туристичних об'єктів, Болгарського туристичного союзу: Музей-комплекс «Старий Добрич», Меморіальний будинок Йордана Йовкова «Ген. Гурко» 4, 08:00 — 12:00 та 13:00 — 17:00. вихідні — субота та неділя, є печатка.

### Театр і музика

#### Драматичний театр «Йордан Йовков»
Театр є наступником першого театрального напівпрофесійної трупи «Студія», заснованого інтелектуалом Атанасом Поповим (1894—1980) у 1928 році. У той час Добрич і вся Південна Добруджа перебували під румунським правлінням.
У 1938 році театральна студія була закрита, але відразу після повернення Південної Добруджі до Болгарії в 1940 році театральна діяльність у місті була відновлена, утворивши муніципальний народний театр під керівництвом Атанаса Попова, який був його художнім і адміністративним керівником до переїзду до Софії в 1958 році.
За своє 75-річне існування театр у Добричі склав більше 350 п'єс. Понад 300 акторів, 50 режисерів і десятки інших театральних акторів зробили це.

#### Професійний фольклорний ансамбль «Добруджа»
Ансамбль заснований у 1954 році. Його головним завданням є пошук, збереження та популяризація фольклорної спадщини Добруджанщини. Його програми показують багатство мелодій, пісень, танців і народних костюмів, об'єднаних справжньою автентичною свідомістю. За більш ніж півстоліття існування ансамбль дав понад 8100 концертів. Ансамбль «Добруджа» бере активну участь у концертному житті країни. Він був дуже успішним у Франції, Бельгії, Росії, Великій Британії, Австрії, Швейцарії, Нідерландах, Німеччині та багатьох інших. Одним з останніх успішних виступів ПФА «Добруджа» є фестиваль «Європалія».

### Просвітництво

#### Громадський центр «Йордан Йовков»[Архівовано23 лютого 2019 уWayback Machine.]
Громадський центр «Йордан Йовков» за своєю природою є головним культурно-освітнім центром. Він є одним з найбільших в країні із 140-річною історією і щорічно обслуговує понад 10 000 громадян на всіх заходах. На сьогоднішній день в місті розвивається та збагачується культурне життя міста, поширюються знання громадян у соціальній та освітній сферах, інтегруються з цінностями та досягненнями науки, мистецтва та культури.

#### Регіональна бібліотека «Дора Габе»[Архівовано23 лютого 2019 уWayback Machine.]
Бібліотека «Дора Габе» є правонаступником сильної традиції бібліотек міста Добрич із муніципальної муніципальної бібліотеки, створеної в 1884 році.
Інститут культури, який виконує функції головної бібліотеки Добричського району, збирає, зберігає, організовує та забезпечує використання бібліотечної інформації, виконує функції найбільшого книжкового магазину на території міста з фондом понад 368 тисяч. бібліотечних одиниць, має архів друкованих видань і літератури, існує як центр бібліографії в галузі художньої літератури. Бібліотека надає бібліотечно-інформаційні послуги, міжбібліотечне кредитування, надає віддалені послуги своїм читачам, суспільно корисну інформацію для всіх громадян, безкоштовний доступ до інтернету через Wi-Fi зони, комп'ютерний доступ. Дора Габе — уродженка Добруджі, і з її власною мовою і стилем вона зачаровує серця молодих і старих. Характерним для її стилю є ясний і яскравий почерк любові до рідного краю і дітей.

### Центр охорони природи і тварин— Зоопарк Добрич
Центр охорони природи та тварин є унікальним для Болгарії та Східної Європи. Створений за болгарсько-швейцарським проектом, зоопарк має загальну площу 160 га, з 50-річними деревами і кущів, з зручними транспортними і пішохідними сполученнями.
Центр охорони природи і тварин у м. Добрич є першим ліцензованим зоопарком в Болгарії. Ліцензія була видана міністром охорони навколишнього середовища після звіту міжвідомчої комісії про те, чи відповідає він вимогам та умовам для розведення та утримання тварин в зоопарках.
У 2007 році болгаро-швейцарське партнерство, засноване Центром охорони природи і тварин у Добричі, відсвяткувало своє 10-річчя. Сьогодні понад 100 тварин 40 видів живуть в унікальному, не тільки для Болгарії, але й для Східної Європи місці.

## Музеї та галереї

### Етнографічний будинок
Він розташований в центрі міста, у безпосередній близькості від церкви «Св. Георгій». Експозиція представляє будинок добруджанина з його інструментами та знаряддя праці, домашнього ремесла, оригінальним посудом для приготування та зберігання продуктів, характерні для різних етнографічних груп види одягу та тканини.

### Архітектурно-етнографічний музей «Старий Добрич»
Архітектурно-етнографічний музей «Старий Добрич» — це музей під відкритим небом, де представлені традиційні добруджанські промисли кінця ХІХ та першої половини ХХ століття, розташовані в центрі сучасного міста Добрич. Старі ремісничі технології та оригінальні інструменти у більш ніж 30 майстернях використовуються тут. У центрі комплексу відреставрована стара башта з годинником, побудована в XVIII столітті, яка є доступною для туристів.

### Будинок-музей «Йордан Йовков»
Музей будинку Йордана Йовкова знаходиться в центральній частині міста Добрич. У 1976 році він був оголошений пам'ятником культури. У зв'язку з 117-ю річницею з дня народження письменника було проведено повну реставрацію та консервацію .

### Меморіальний будинок Йордану Йовкова
Меморіальний будинок Йордана Йовкова — це музей у місті Добрич, відкритий у 1980 році у зв'язку з сторіччям від дня народження класичної болгарської літератури Йорданом Йовковим — одним з наших найвідоміших письменників-гуманістів і майстром історії, роботи якого перекладено на більш ніж 40 мов. Метою музею є послання Йовкова до відома більшості людей — як болгар, так і іноземців, тому він входить до сотні національних туристичних об'єктів під номером 23. Музей зберігає в цілому близько 10 000 артефактів життя і творчості письменника-фантаста.

### Меморіальний комплекс Військове кладовище
Його створення було пов'язане з обороною міста (5—7 вересня 1916 р.). Після боїв, за наказом генерала Тодора Кантарджиєва і за ініціативою громадян, було організоване поховання всіх померлих. Понад 3500 болгарських, румунських, російських, сербських і хорватських солдатів розміщені в братських або одинарних могилах з дерев'яними хрестами і написами з іменами та титулами. На цвинтарі були поховані також німецькі та турецькі солдати, союзники болгарської армії того часу.

### Музей нової та найновішої історії
Відкритий у 1953 році є першим відділом Історичного музею — Добрича. Він розташований у найстарішій будівлі музею, розташованій на початку міського парку. 104 630 музейних цінностей згруповано в колекціях. Особливо цінними є колекції, пов'язані з добруджанським національним питанням (1878—1940 рр.)

### Краєзнавчий музей
Обласний історичний музей — Добрича був заснований в 1953 році. Його створення пов'язане з іменами проф. Любка Бобчева, Димо Драгнева та Маргарити Дакової. У 1960 р у будівлі колишнього казино відкрилася перша виставка музею. У наступні роки було побудовано класичну музейну структуру, розпочалася систематична колекторсько-наукова діяльність на території новоствореного району. Виявлено і досліджено найбільший доісторичний некрополь на західному узбережжі Дуранкульського озера. Досліджено стародавні та середньовічні фортеці, поселення та некрополі у Тополі, Камінь-Брязі, Калиакрі, Чиракмані, у Балчику, Одерці, Кладенці, Скалі, Шаблі та інші.

### Художня галерея
Художня галерея є пам'яткою архітектури і культури. Вона була побудована в 30-х роках XX століття для Палацу правосуддя і є однією з небагатьох будівель, що збереглася. Тут є зал для освітніх заходів, творчої роботи. Існуючий осередок включає інсталяції, відеоарт, мультимедію та інші форми образотворчого мистецтва. У атмосфері постійної експозиції проходять концерти, конференції тощо. Художня галерея в Добричі — це пам'ятка архітектури і культури і один з 100 національних туристичних об'єктів.

### Кінотеатри
- Кінотеатр «Ікар»

## Відомі особистості
У поселенні народились:
- Адріана Будевська (справжнє ім'я і прізвище Адріана Кинчева Ганчева) (1878—1955) — болгарська театральна актриса, народна артистка Народної Республіки Болгарії (1953).
- Димитричка Костова (більш відома як Дімана; нар.. 1984) — болгарська поп-фолк-співачка.
- Петров Анастас (1899—1978) — болгарський артист балету.
- Емін Бекторе (1906—1995) — турецький і румунський фольклорист і етнограф.
- Кадріє Нурмамбет (1933—2023) — румунська кримськотатарська виконавиця народних пісень і фольклористка.
- Преслава (* 1984) — болгарська співачка.